# Nigma longipes
Nigma longipes är en spindelart som först beskrevs av Lucien Berland 1914.  Nigma longipes ingår i släktet Nigma och familjen kardarspindlar. Inga underarter finns listade i Catalogue of Life.